# Agio und Disagio
Die Geschichte um die Frage nach Agio und Disagio, die angeblich in einer mündlichen Abschlussprüfung gestellt worden sein soll, ist eine moderne Sage an Universitäten und Hochschulen im deutschsprachigen Raum, die auch in Büchern erwähnt wird.

## Inhalt
Ein Student der Betriebswirtschaftslehre oder Volkswirtschaftslehre wird in seiner mündlichen Abschlussprüfung gefragt, was Agio sei. Er kann die Frage aber nicht beantworten, woraufhin der Prüfer ihm mitteilt, er sei durchgefallen. Der Student empört sich und mahnt an, dass er einen Anspruch auf drei Fragen besitzt, woraufhin der Prüfer ihn fragt: „Was ist Disagio? Was ist der Unterschied zwischen Agio und Disagio?“ Da der Student diese Fragen ebenfalls nicht beantworten kann, ist er durchgefallen.

## Ursprung
Im Internet kursieren mehrere Varianten für den Ursprung dieser Sage. So wird häufig die Universität Hamburg als Ursprungsort angegeben. Ebenso existiert die Geschichte in verschiedenen Sammlungen von Studentenwitzen.